# نارتکالا
شهر نارتکالا (به روسی: Нарткала) در کشور روسیه و در جمهوری کاباردینو-بالکاریا واقع شده‌است.